# Флаг Ростехнадзора
Флаг и эмблема Федеральной службы по экологическому, технологическому и атомному надзору (Ростехнадзор).
20 мая 2004 года Федеральная служба по технологическому надзору и Федеральная служба по атомному надзору, были преобразованы в Федеральную службу по экологическому, технологическому и атомному надзору (Ростехнадзор).

## Символика
21 декабря 2007 года, постановлением Правительства Российской Федерации, были учреждены флаг и эмблема Федеральной службы по экологическому, технологическому и атомному надзору.

### Флаг
Флаг Федеральной службы по экологическому, технологическому и атомному надзору представляет собой прямоугольное полотнище синего цвета. В крыже расположено изображение Государственного флага Российской Федерации. В правой половине полотнища расположено изображение эмблемы Федеральной службы по экологическому, технологическому и атомному надзору.
Ширина полотнища флага составляет 2/3 его длины. Длина и ширина изображения Государственного флага Российской Федерации составляют соответственно 1/2 длины и ширины полотнища флага Федеральной службы по экологическому, технологическому и атомному надзору. Высота изображения эмблемы Федеральной службы по экологическому, технологическому и атомному надзору составляет 1/2 ширины флага, ширина — 1/3 его длины.
Изображение эмблемы Федеральной службы по экологическому, технологическому и атомному надзору расположено на расстоянии 1/4 ширины полотнища флага от его нижнего и правого краёв.

### Эмблема

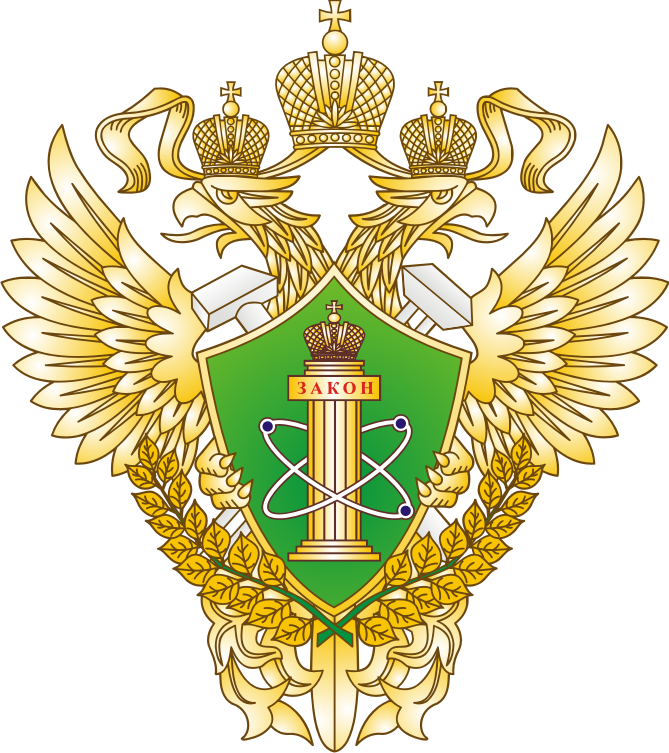
Эмблема Ростехнадзора с 2007 г.

Геральдический знак-эмблема Федеральной службы по экологическому, технологическому и атомному надзору представляет собой изображение золотого двуглавого орла с расправленными и поднятыми вверх крыльями, увенчанного двумя золотыми императорскими коронами и над ними третьей такой же короной, с исходящими из неё золотыми лентами. На груди орла — щит, который орёл поддерживает снизу лапами. В щите на зелёном поле золотой «столп Закона», пересеченный накрест двумя положенными наискось серебряными цикломорами (овальными орбитами), на которых расположены малые синие шарики (на цикломоре, положенной слева сверху направо вниз, — два шарика, на другой — один). Щит наложен на скрещённые серебряные молоток и разводной («французский») ключ.
Допускается использование в качестве самостоятельной эмблемы Федеральной службы по экологическому, технологическому и атомному надзору наложенного на скрещённые молоток и разводной («французский») ключ щита с изображённым в нём «столпом Закона», пересеченным накрест двумя цикломорами (малая эмблема).
Геральдический знак-эмблема Федеральной службы по экологическому, технологическому и атомному надзору, а также малая эмблема Федеральной службы по экологическому, технологическому и атомному надзору могут изображаться в одноцветном исполнении, а также в многоцветном исполнении с заменой золотого цвета на жёлтый и серебряного цвета на белый.